# Decoder
Pour plus de détails, voir Fiche technique et Distribution.
Decoder (en français Décodeur) est un film allemand réalisé par Muscha (de) sorti en 1984.
Le film est vaguement basé sur les œuvres de William S. Burroughs, qui apparaît également dans le film, Entretiens et The Electronic Revolution.

## Synopsis
Dans un Berlin dystopique, Jäger est un agent du gouvernement engagé pour réprimer les dissidents. Un garçon passionné d'enregistrements audio découvre qu'une chaîne de restauration rapide appelée "H-Burger" utilise des fréquences radio codées pour contrôler l'esprit de ses clients ; en remplaçant le système audio par de la musique industrielle, il est possible de provoquer des émeutes. F.M. fait alors la connaissance d’un groupe de rebelles dirigés par une sorte de grand prêtre qui les invite à mener une guerre d’information contre les instances gouvernementales de contrôle. Il parvient à mettre la main sur une des cassettes du restaurant et la remixe dans son studio de manière à réorienter les émotions des clients, déclenchant ainsi une révolution.

## Fiche technique
- Titre original allemand : Decoder
- Réalisation : Muscha (de)
- Scénario : Klaus Maeck, Muscha, Volker Schäfer, Trini Trimpop
- Musique : FM Einheit
- Direction artistique :
- Costumes : Julia Strauß
- Photographie : Johanna Heer
- Son : Werner Schmiedel
- Montage : Klaus Maeck, Muscha, Volker Schäfer, Eva Will
- Production : Klaus Maeck, Volker Schäfer, Trini Trimpop
- Société de production : Fett-Film
- Pays de production :  Allemagne de l'Ouest
- Langue : allemand
- Format : Couleurs - 1,37:1 - Mono - 16 mm
- Genre : Science-fiction
- Durée : 90 minutes
- Date de sortie :
  - Allemagne de l'Ouest : 19 février 1984.

## Distribution
- FM Einheit : FM
- Christiane Felscherinow : Christiana
- Matthias Fuchs : le manager de H-Burger
- Berthold Bell : l'entraîneur de H-Burger
- Bill Rice (en) : Jäger
- Ralf Richter : l'assistant de Jäger
- Genesis P-Orridge : le grand prêtre
- William S. Burroughs : le vieil homme
- Mona Mur : une pirate
- Alexander Hacke : un pirate

## Production
Le tournage au petit budget a lieu à Hambourg et à Berlin-Ouest en décembre 1982,.
La figuration comprend de nombreuses personnalités de la contre-culture et de la musique industrielle : William S. Burroughs, Genesis P-Orridge, Christiane F.... ainsi que des groupes comme Soft Cell, Psychic TV, Einstürzende Neubauten ou The The,.

## Bande originale
La bande originale est produite par Klaus Maeck et Muscha et sort chez le label indépendant de Hambourg What's So Funny About.
| Interprète                                         | Titre                                |
| -------------------------------------------------- | ------------------------------------ |
| Dave Ball, Genesis P-Orridge                       | Muzak For Frogs                      |
| Matt Johnson                                       | Three Orange Kisses From Kazan       |
| Dave Ball, Genesis P-Orridge                       | Dream                                |
| Dave Ball, Genesis P-Orridge                       | Main Theme                           |
| Dave Ball, Genesis P-Orridge                       | Sex & The Married Frog               |
| FM Einheit, Jon Caffery (de)                       | Riots                                |
| Genesis P-Orridge                                  | Information                          |
| FM Einheit, Jon Caffery (de), Alexander von Borsig | Muzak Decoding/Dream Machine/Pirates |
| Einstürzende Neubauten                             | Compressed Metal                     |
| Dave Ball, Genesis P-Orridge                       | Main Theme – Finale                  |